# 27421 Nathanhan
27421 Nathanhan este un asteroid din centura principală de asteroizi.

## Descriere
27421 Nathanhan este un asteroid din centura principală de asteroizi. A fost descoperit pe 3 martie 2000 la Socorro, New Mexico, în cadrul proiectului LINEAR. Asteroidul prezintă o orbită caracterizată de o semiaxă mare de 2,74 ua, o excentricitate de 0,15 și o înclinație de 5,6° în raport cu ecliptica.